# Limont-Fontaine
Pour les articles homonymes, voir Fontaine.
Limont-Fontaine est une commune française située dans le département du Nord (59), en région Hauts-de-France.

## Géographie
Située entre Maubeuge et Avesnes-sur-Helpe, entre Val de Sambre et Avesnois (sur le territoire du Parc naturel régional de l'Avesnois).

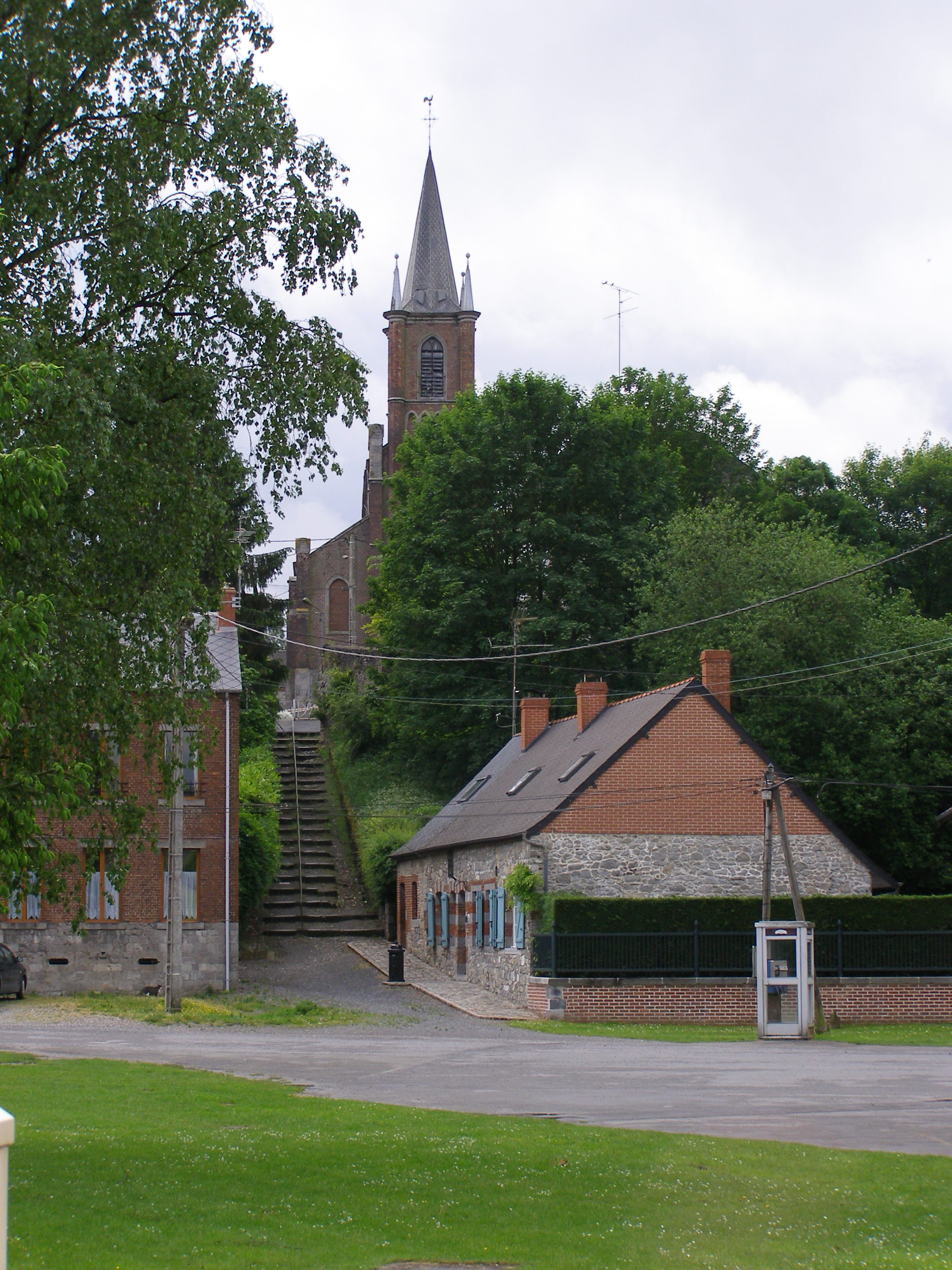
L'église.

### Communes limitrophes
| Saint-Remy-du-Nord | Hautmont              | Beaufort |
| Aulnoye-Aymeries   | Limont-Fontaine       | Éclaibes |
|                    | Écuélin · Saint-Aubin |          |

### Hydrographie

#### Réseau hydrographique
La commune est située dans le bassin Artois-Picardie. Elle est drainée par le Cligneux, le ruisseau d'Ecuelin, l'Écuélin,,.
Le Cligneux, d'une longueur de 11 km, prend sa source dans la commune de Beaufort et se jette  dans la Sambre canalisée à Boussières-sur-Sambre, après avoir traversé six communes. 

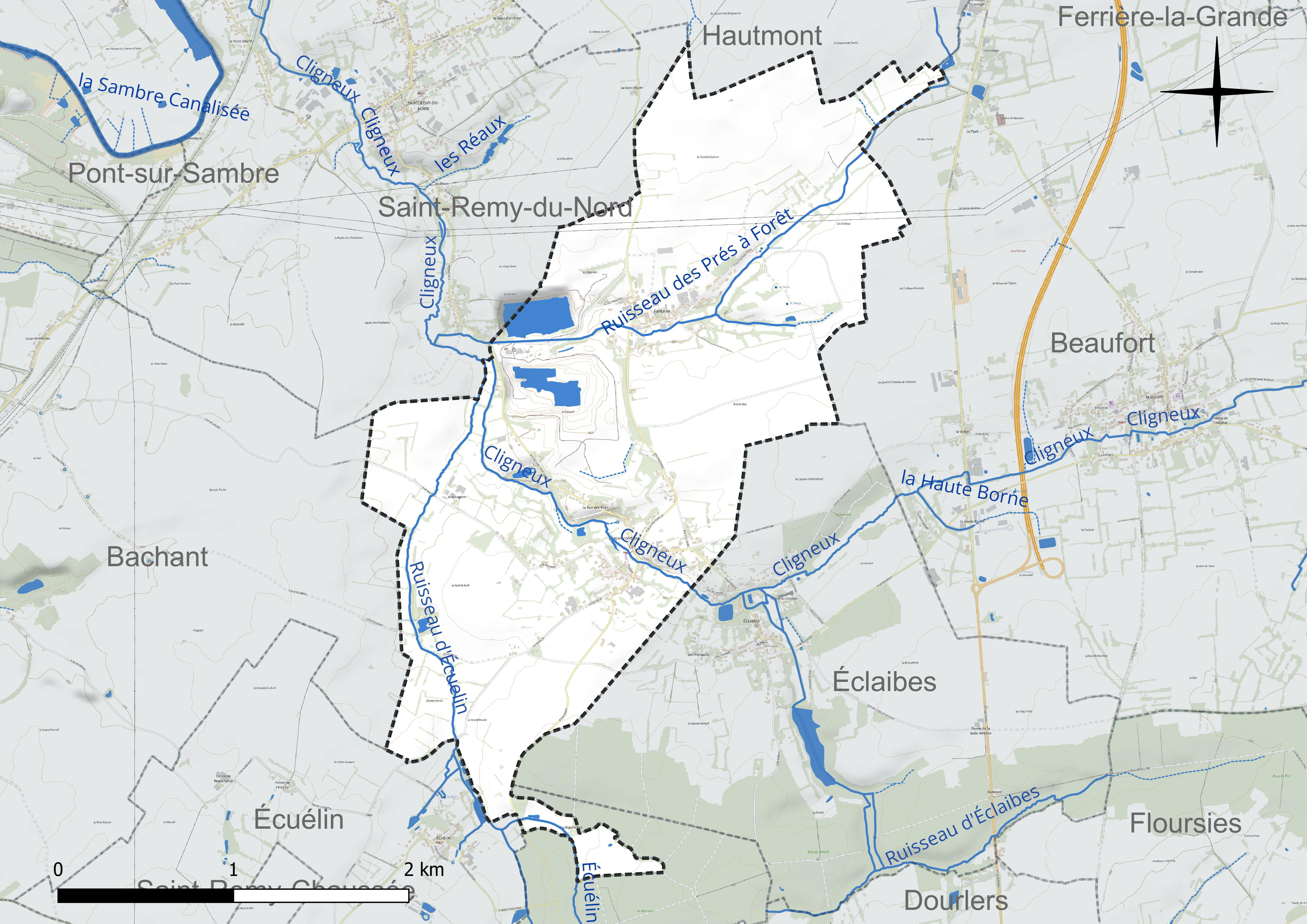
Réseau hydrographique de Limont-Fontaine.

#### Gestion et qualité des eaux
Le territoire communal est couvert par le schéma d'aménagement et de gestion des eaux (SAGE) « Sambre ». Ce document de planification concerne un territoire de 1 253 km2 de superficie, délimité par le bassin versant de la Sambre. Le périmètre a été arrêté le 1er novembre 2003 et le SAGE proprement dit a été approuvé le 21 septembre 2012, puis modifié le 18 août 2022. La structure porteuse de l'élaboration et de la mise en œuvre est le syndicat mixte du Parc naturel régional de l'Avesnois. 
La qualité des cours d'eau peut être consultée sur un site dédié géré par les agences de l'eau et l'Agence française pour la biodiversité. 

### Climat
Pour des articles plus généraux, voir Climat des Hauts-de-France et Climat du Nord.
En 2010, le climat de la commune est de type climat des marges montargnardes, selon une étude du CNRS s'appuyant sur une série de données couvrant la période 1971-2000. En 2020, Météo-France publie une typologie des climats de la France métropolitaine dans laquelle la commune est exposée à un climat océanique altéré et est dans la région climatique  Nord-est du bassin Parisien, caractérisée par un ensoleillement médiocre, une pluviométrie moyenne régulièrement répartie au cours de l'année et un hiver froid (3 °C). 
Pour la période 1971-2000, la température annuelle moyenne est de 9,8 °C, avec une amplitude thermique annuelle de 15,1 °C. Le cumul annuel moyen de précipitations est de 878 mm, avec 12,7 jours de précipitations en janvier et 9,8 jours en juillet. Pour la période 1991-2020, la température moyenne annuelle observée sur la station météorologique la plus proche, située sur la commune de Saint-Hilaire-sur-Helpe à 9 km à vol d'oiseau, est de 10,5 °C et le cumul annuel moyen de précipitations est de 802,4 mm,. Pour l'avenir, les paramètres climatiques de la commune estimés pour 2050 selon différents scénarios d'émission de gaz à effet de serre sont consultables sur un site dédié publié par Météo-France en novembre 2022.

## Urbanisme

### Typologie
Au 1er janvier 2024, Limont-Fontaine est catégorisée commune rurale à habitat dispersé, selon la nouvelle grille communale de densité à sept niveaux définie par l'Insee en 2022.
Elle appartient à l'unité urbaine de Maubeuge (partie française), une agglomération internationale regroupant 22  communes, dont elle est une commune de la banlieue,,. Par ailleurs la commune fait partie de l'aire d'attraction de Maubeuge (partie française), dont elle est une commune de la couronne,. Cette aire, qui regroupe 65 communes, est catégorisée dans les aires de 50 000 à moins de 200 000 habitants,.

### Occupation des sols
L'occupation des sols de la commune, telle qu'elle ressort de la base de données européenne d'occupation biophysique des sols Corine Land Cover (CLC), est marquée par l'importance des territoires agricoles (82,4 % en 2018), en diminution par rapport à 1990 (88,2 %). La répartition détaillée en 2018 est la suivante :
terres arables (44,2 %), prairies (37,5 %), mines, décharges et chantiers (9,9 %), zones urbanisées (7,5 %), zones agricoles hétérogènes (0,7 %), forêts (0,2 %). L'évolution de l'occupation des sols de la commune et de ses infrastructures peut être observée sur les différentes représentations cartographiques du territoire : la carte de Cassini (XVIIIe siècle), la carte d'état-major (1820-1866) et les cartes ou photos aériennes de l'IGN pour la période actuelle (1950 à aujourd'hui).

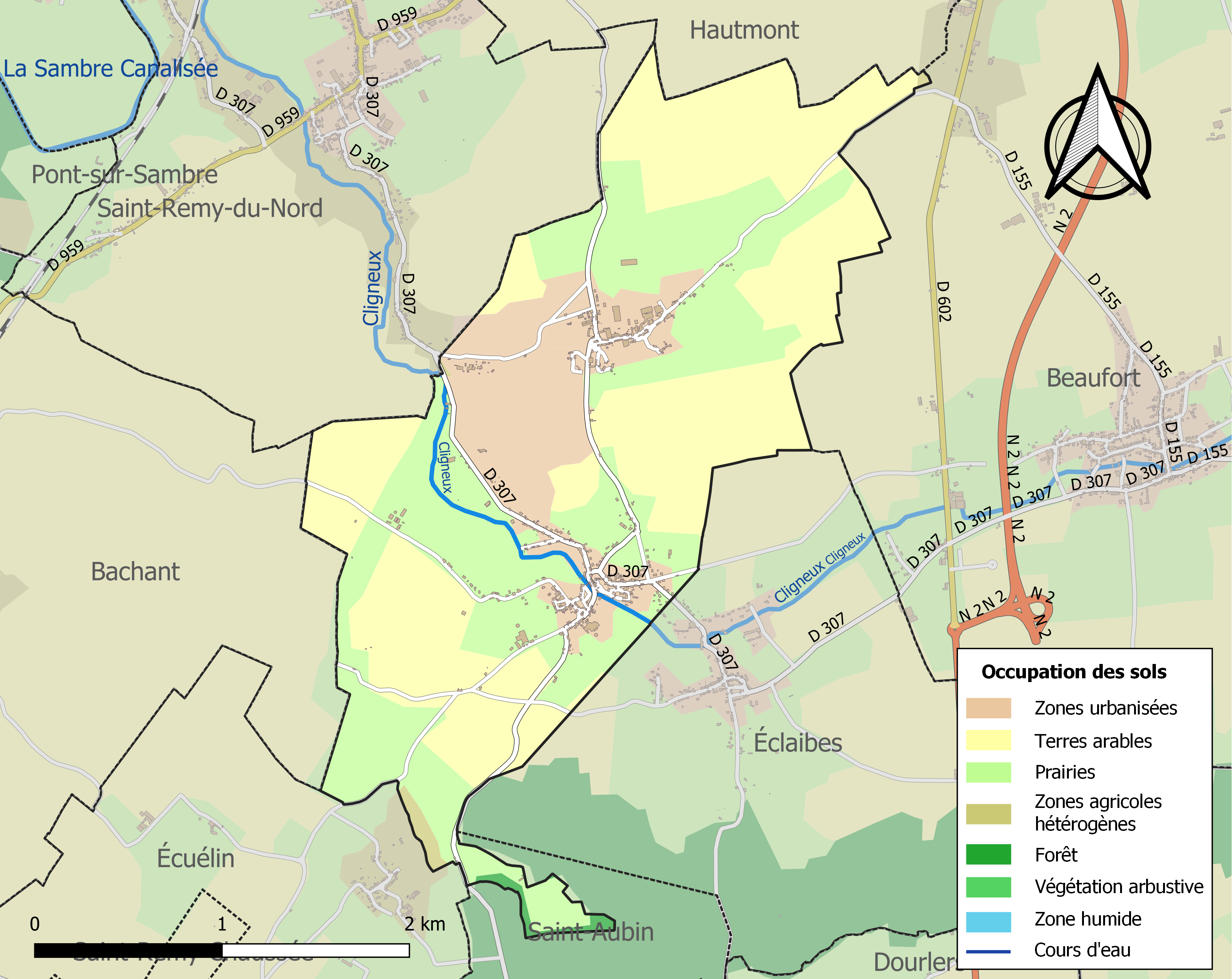
Carte des infrastructures et de l'occupation des sols de la commune en 2018 (CLC).

### Voies de communication et transports
La commune est desservie, en 2024, par le service de transport à la demande du réseau Stibus.

## Histoire
Le territoire était autrefois divisé en deux paroisses : Limont et Fontaine. Le hameau de Fontaine a conservé son église, ancienne chapelle du monastère.
Propriété de l'Abbaye d'Hautmont, l'église de Limont était une paroisse du décanat d'Avesnes tandis que celle de Fontaine faisait partie du décanat de Maubeuge.
En 1654, le village fut dévasté par les troupes françaises de la garnison de Guise.

## Politique et administration
| Période                                  | Période   | Identité                | Étiquette | Qualité                                                      |
| ---------------------------------------- | --------- | ----------------------- | --------- | ------------------------------------------------------------ |
| 1793                                     |           | Louis Destrees          |           |                                                              |
| 1796                                     |           | François Joseph Renaut  |           |                                                              |
| 1797                                     |           | Agopite Deharveng       |           |                                                              |
| 1798                                     |           | Louis Destrees          |           |                                                              |
| 1799                                     |           | Antoine Beauvais        |           |                                                              |
| 1801                                     |           | Louis Destrees          |           |                                                              |
| 1802                                     |           | Agopite Deharveng       |           |                                                              |
| 1805                                     |           | Jean Baptiste François  |           |                                                              |
| 1831                                     |           | Xavier Colson           |           |                                                              |
| 1835                                     |           | Charles Letoret         |           |                                                              |
| 1840                                     |           | François Dewez          |           |                                                              |
| 1848                                     |           | Xavier Colson           |           |                                                              |
| 1852                                     |           | Tulia Vincent           |           |                                                              |
| 1870                                     |           | Bruyère Fosset          |           |                                                              |
| 1875                                     |           | Antoine Favarcq         |           |                                                              |
| 1878                                     |           | Aristide Vincent        |           |                                                              |
| 1881                                     |           | Amilcar Vandermarcq     |           |                                                              |
| 1888                                     |           | Edouard Louvet          |           |                                                              |
| 1894                                     |           | François Lebrun         |           |                                                              |
| 1895                                     |           | Edouard Vandermarcq     |           |                                                              |
| 1900                                     |           | Émile Renaut            |           |                                                              |
| 1916                                     |           | Obide Vandermarcq       |           |                                                              |
| 1918                                     |           | Charles Mathieu         | SE        |                                                              |
| 1947                                     | 1959      | Raymond Dequesne        | SE        | Agriculteur                                                  |
| 1959                                     | juin 1995 | Paul Marquant           | SE        | Responsable des services Techniques de la ville de Maubeuge  |
| juin 1995                                | mars 2001 | Jean François Ducanchez | SE        | Technicien de maintenance Maubeuge Constructions Automobiles |
| mars 2001                                | mars 2008 | Jacques Bolle           | SE        | Technicien SNCF                                              |
| mars 2008                                | mars 2014 | Jacques Bolle           | DVD       | Technicien SNCF                                              |
| mars 2014                                | mars 2020 | Claude Messelot         | SE        | Retraité                                                     |
| mars 2020                                | En cours  | Alexandre Parée         | SE        | Enseignant                                                   |
| Les données manquantes sont à compléter. |           |                         |           |                                                              |

## Population et société

### Démographie

#### Évolution démographique
L'évolution du nombre d'habitants est connue à travers les recensements de la population effectués dans la commune depuis 1793. Pour les communes de moins de 10 000 habitants, une enquête de recensement portant sur toute la population est réalisée tous les cinq ans, les populations de référence des années intermédiaires étant quant à elles estimées par interpolation ou extrapolation. Pour la commune, le premier recensement exhaustif entrant dans le cadre du nouveau dispositif a été réalisé en 2005.

En 2022, la commune comptait 532 habitants, en évolution de −5,17 % par rapport à 2016 (Nord : +0,51 %, France hors Mayotte : +2,11 %).
| 1793 | 1800 | 1806 | 1821 | 1831 | 1836 | 1841 | 1846 | 1851 |
| ---- | ---- | ---- | ---- | ---- | ---- | ---- | ---- | ---- |
| 324  | 296  | 349  | 423  | 501  | 504  | 492  | 533  | 541  |

| 1856 | 1861 | 1866 | 1872 | 1876 | 1881 | 1886 | 1891 | 1896 |
| ---- | ---- | ---- | ---- | ---- | ---- | ---- | ---- | ---- |
| 557  | 589  | 611  | 571  | 560  | 582  | 604  | 607  | 595  |

| 1901 | 1906 | 1911 | 1921 | 1926 | 1931 | 1936 | 1946 | 1954 |
| ---- | ---- | ---- | ---- | ---- | ---- | ---- | ---- | ---- |
| 603  | 562  | 590  | 572  | 632  | 591  | 578  | 614  | 621  |

| 1962 | 1968 | 1975 | 1982 | 1990 | 1999 | 2005 | 2006 | 2010 |
| ---- | ---- | ---- | ---- | ---- | ---- | ---- | ---- | ---- |
| 625  | 618  | 599  | 636  | 654  | 599  | 571  | 563  | 575  |

| 2015 | 2020 | 2022 | - | - | - | - | - | - |
| ---- | ---- | ---- | - | - | - | - | - | - |
| 561  | 544  | 532  | - | - | - | - | - | - |

#### Pyramide des âges
En 2018, le taux de personnes d'un âge inférieur à 30 ans s'élève à 29,2 %, soit en dessous de la moyenne départementale (39,5 %). À l'inverse, le taux de personnes d'âge supérieur à 60 ans est de 31,4 % la même année, alors qu'il est de 22,5 % au niveau départemental.
En 2018, la commune comptait 286 hommes pour 271 femmes, soit un taux de 51,35 % d'hommes, largement supérieur au taux départemental (48,23 %).
Les pyramides des âges de la commune et du département s'établissent comme suit.
| Hommes | Classe d’âge | Femmes |
| ------ | ------------ | ------ |
| 0,7    | 90 ou +      | 0,8    |
| 6,1    | 75-89 ans    | 9,8    |
| 24,7   | 60-74 ans    | 20,8   |
| 19,4   | 45-59 ans    | 24,2   |
| 16,8   | 30-44 ans    | 18,5   |
| 13,3   | 15-29 ans    | 13,6   |
| 19,0   | 0-14 ans     | 12,5   |

| Hommes | Classe d’âge | Femmes |
| ------ | ------------ | ------ |
| 0,5    | 90 ou +      | 1,4    |
| 5,3    | 75-89 ans    | 8,1    |
| 14,8   | 60-74 ans    | 16,2   |
| 19,1   | 45-59 ans    | 18,4   |
| 19,5   | 30-44 ans    | 18,7   |
| 20,7   | 15-29 ans    | 19,1   |
| 20,2   | 0-14 ans     | 18     |

## Culture locale et patrimoine

### Galerie photos

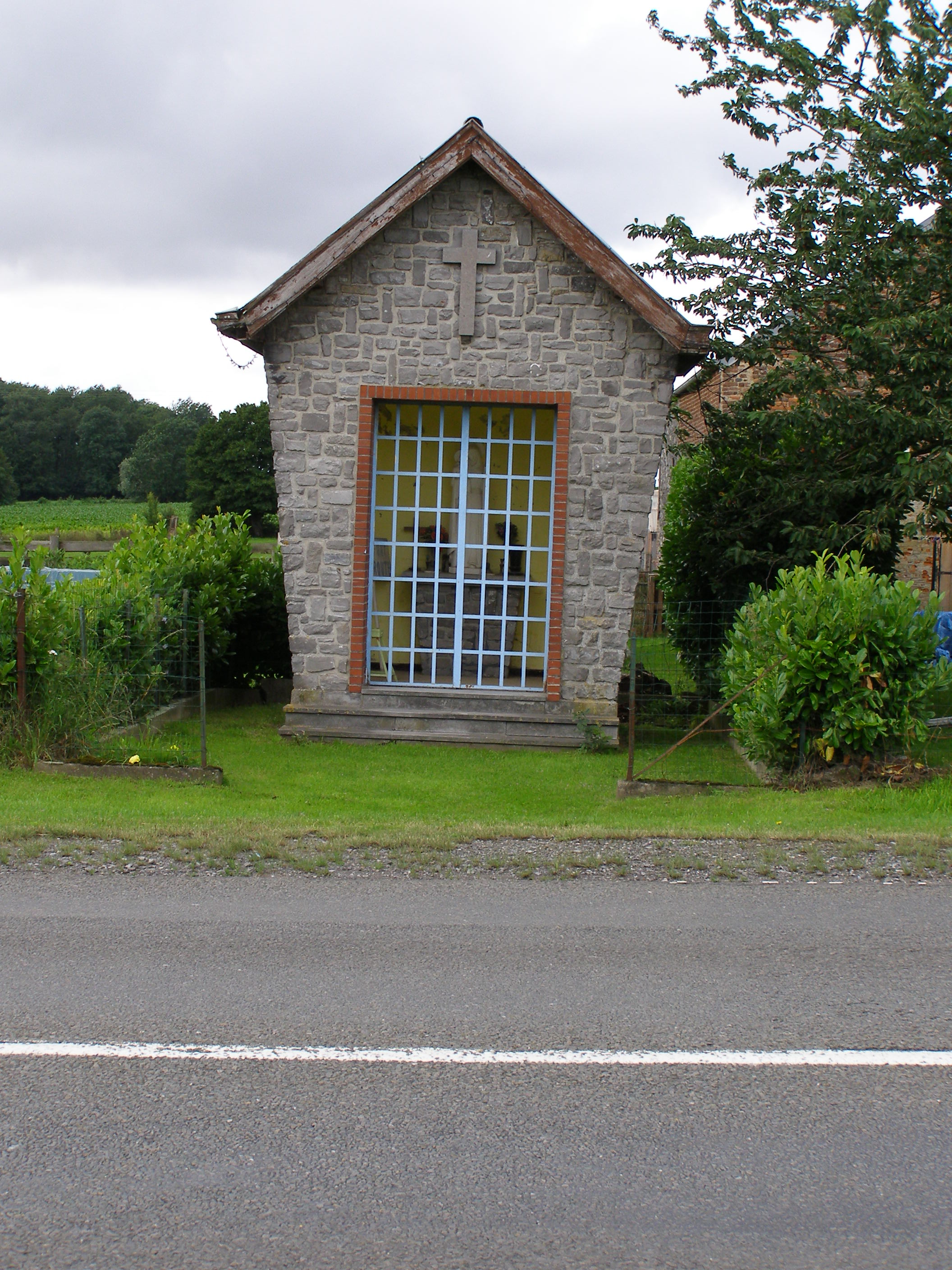
Chapelle.
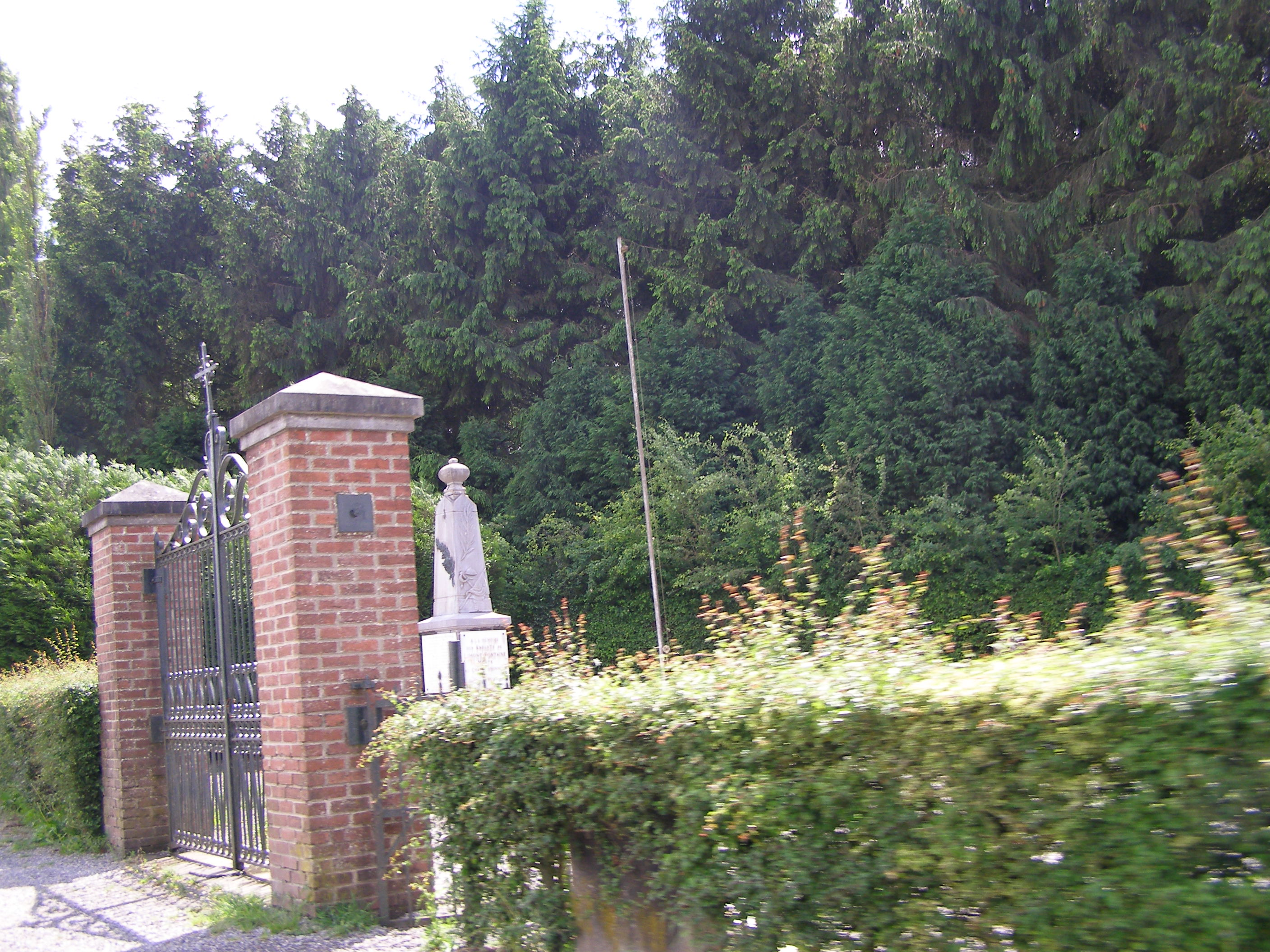
Monument aux morts.
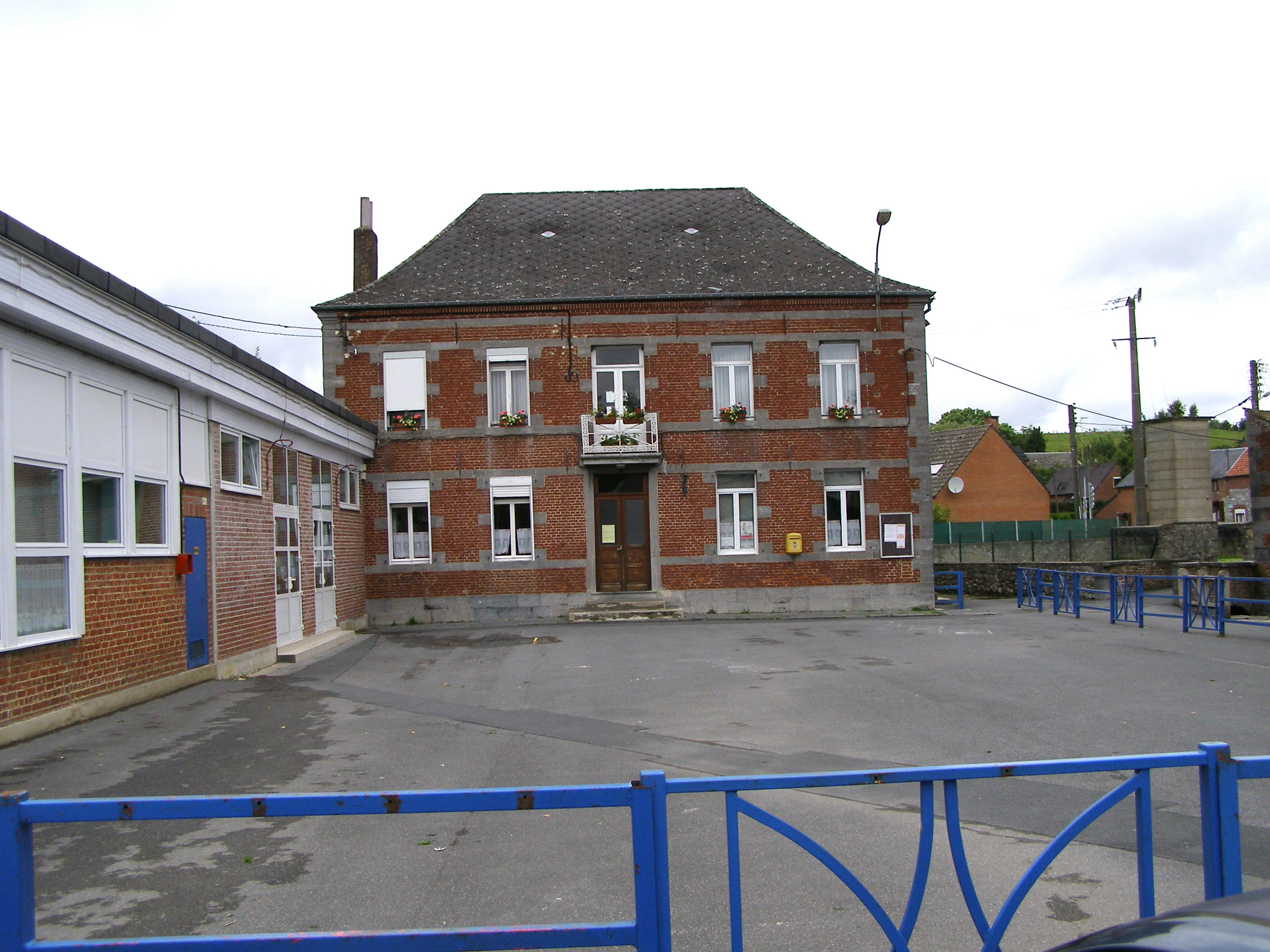
La mairie.
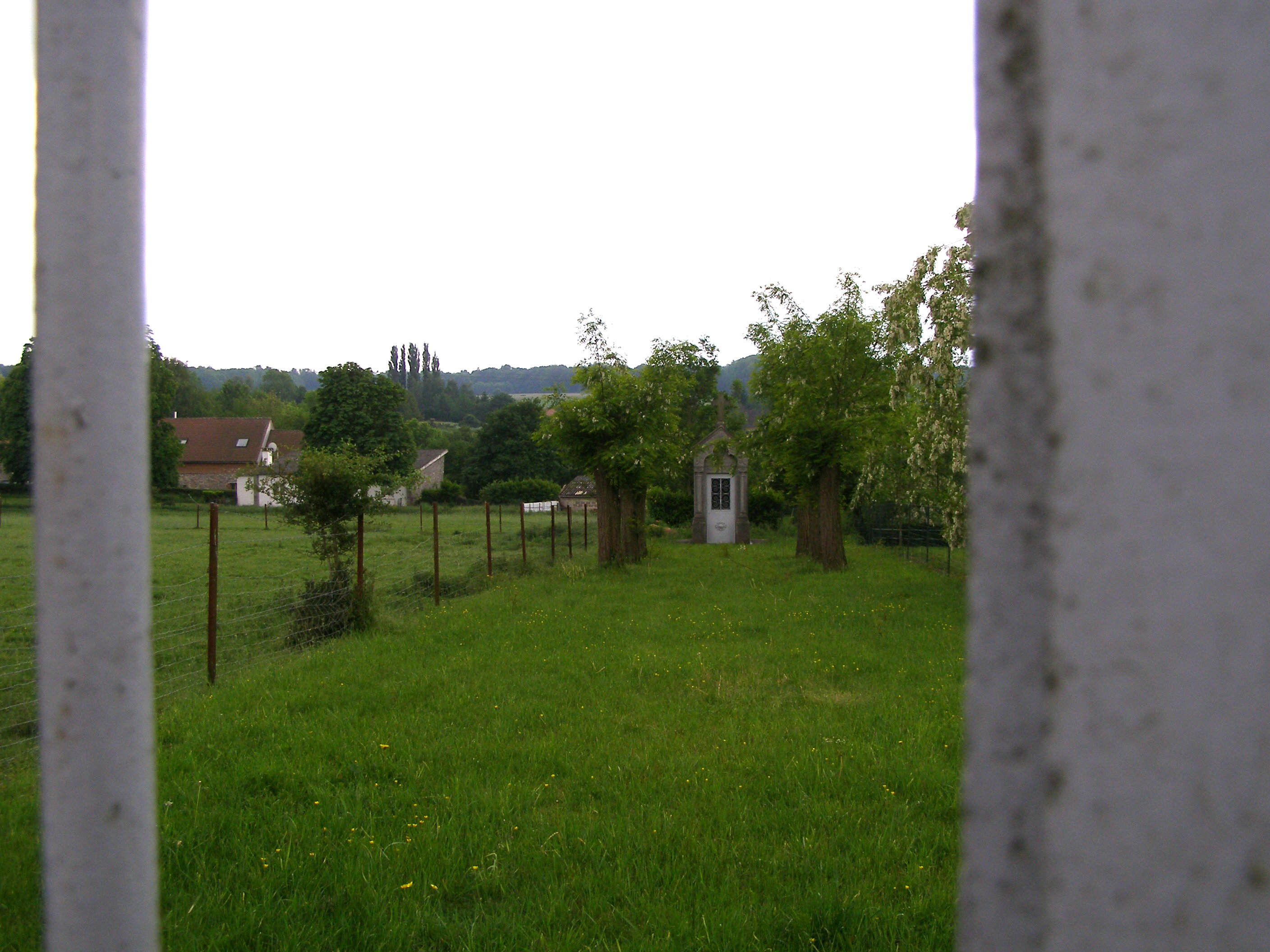
Oratoire route d'Éclaibes.
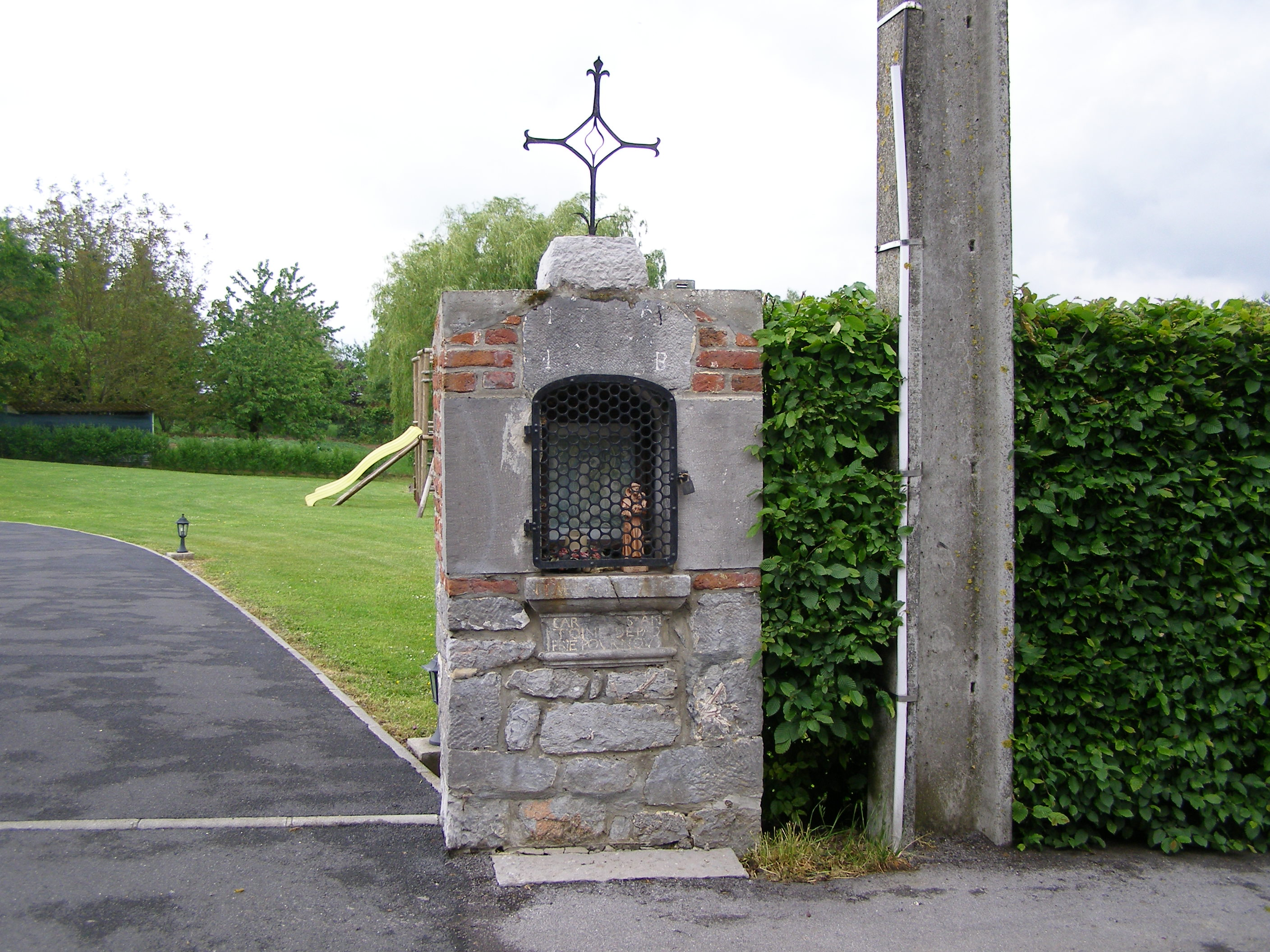
Oratoire Saint Antoine.
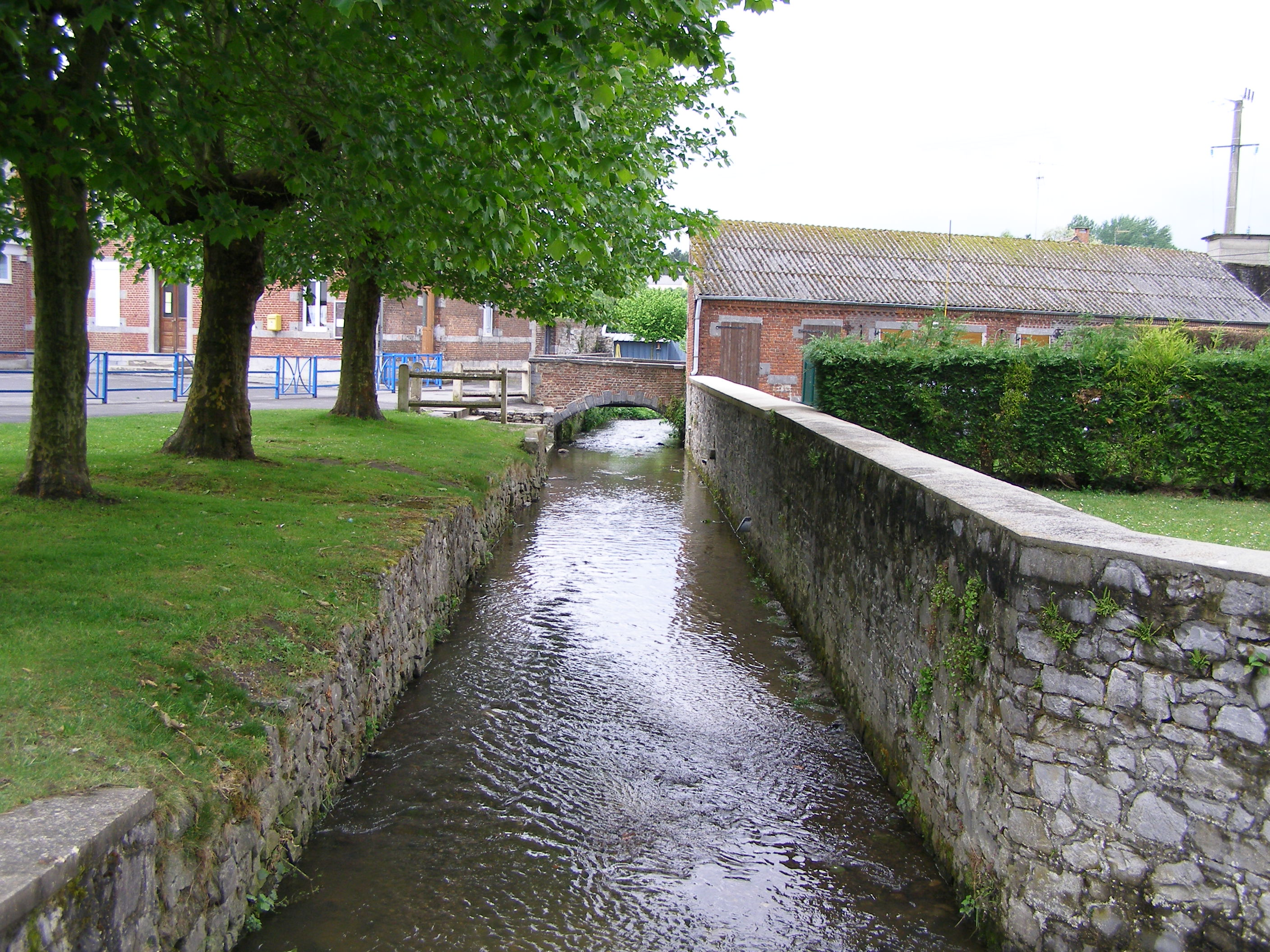
Le ruisseau d'Éclaibes.

### Héraldique
| Armes de Limont-Fontaine | Les armes de la commune de Limont-Fontaine se blasonnent ainsi : D'or à trois chevrons de sable. |

|  | Mais la mairie semble préférer d'argent, à trois fasces de gueules |

## Pour approfondir